# Macrographa antarctica
Macrographa antarctica är en svampart som beskrevs av Etayo 2008. Macrographa antarctica ingår i släktet Macrographa och familjen Microthyriaceae.   Inga underarter finns listade i Catalogue of Life.